# Tremolor essencial
La tremolor essencial (TE), també anomenada tremolor benigna, tremolor familiar i tremolor idiopàtica, és un trastorn mèdic caracteritzat per contraccions i relaxacions rítmiques i involuntàries (tremolors) de determinats grups musculars en una o més parts del cos de causa desconeguda. Normalment és simètrica i afecta els braços, les mans o els dits; però de vegades implica el cap, les cordes vocals o altres parts del cos. El tremolor essencial és un tremolor d'acció (intenció): s'intensifica quan es tracta d'utilitzar els músculs afectats durant moviments voluntaris com menjar i escriure, o bé es tracta d'un tremolor postural, present amb un to muscular sostingut. No és un tremolor en repòs.
La tremolor essencial pot ser progressiva i és el trastorn de moviment més comú. L'aparició sol ser a partir dels 40 anys, però pot aparèixer a qualsevol edat. No se'n coneix la causa. El diagnòstic és l'observació del patró típic de tremolor, juntament amb l'exclusió de causes conegudes d'aquesta tremolor.
La tremolor essencial es diferencia de la malaltia de Parkinson, que provoca una tremolor en repòs; tanmateix, a vegades el diagnòstic de tremolor essencial es diagnostica erròniament com a malaltia de Parkinson, i algunes tenen ambdós trastorns.
Els tractaments per a la tremolor essencial inclouen medicaments, generalment administrats seqüencialment per determinar quin és el més eficaç combinat amb els que tenen efectes secundaris menys molestos. Les injeccions de toxina botulínica (Botox) i els ultrasons també s'utilitzen de vegades per als casos refractaris als medicaments.

## Tractament

### Mesures generals
No totes les persones amb TE necessiten tractament, però hi ha moltes opcions de tractament depenent de la gravetat dels símptomes. S'ha d'evitar la cafeïna i l'estrès i es recomana un somni adequat de bona qualitat.

### Medicaments orals

#### Primera línia
Quan els símptomes són prou molestos per justificar el tractament, les primeres opcions de medicació són blocadors beta com propranolol o, alternativament, nadolol i timolol. L'atenolol i el pindolol no són efectius per a la tremolor. La primidona també pot ser eficaç.
El propranolol i la primidona només tenen efectes reductors de tremolor a prop de la meitat dels pacients amb TE, i els efectes són moderats.

#### Segona línia
Els medicaments de segona línia són els anti-epilèptics topiramat, la gabapentina (com a monoteràpia) o levetiracetam o benzodiazepines com l'alprazolam.

#### Tercera línia
Els medicaments de tercera línia són el clonazepam i la mirtazapina.

### Ultrasò focalitzat d'alta intensitat

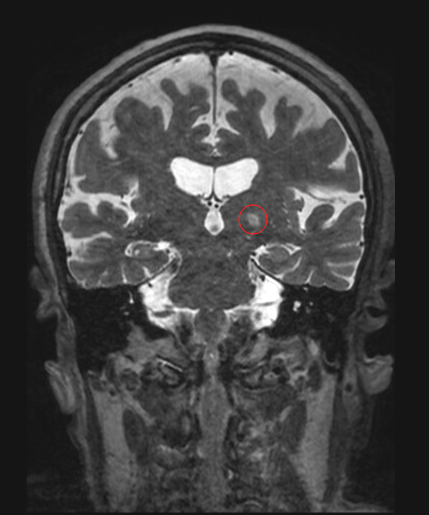
Ressonància magnètica (tall frontal) quatre dies després de MRgFUS (ultrasò focalitzat d'alta intensitat guiat per ressonància magnètica): talamotomia del nucli intermedi ventral esquerre (Vim). Home de 79 anys amb tremolor essencial important.

A més, l'ultrasò focalitzat d'alta intensitat (HIFU) guiat per RM és una opció de tractament no quirúrgic per a persones amb tremolor essencial que són refractaris als medicaments. L'ultrasò focalitzat d'alta intensitat guiat per RM no aconsegueix la curació, però pot millorar la qualitat de vida. Tot i que els seus efectes a llarg termini encara no s'han establert, la millora de la puntuació del tremolor des de la línia inicial va ser duradora a 1 i 2 anys després del tractament. Fins ara, els efectes adversos i secundaris notificats han estat lleus a moderats. Els possibles efectes adversos inclouen dificultats en la marxa, alteracions de l'equilibri, parestèsies, mal de cap, cremades a la pell amb ulceracions, retracció de la pell, cicatrius i coàguls de sang.